# Classe Seawolf
A classe Seawolf é uma classe de submarinos nucleares de ataque da marinha de guerra dos Estados Unidos. Começando a ser projetados em 1983, ela deveria substituir a classe Los Angeles como os principais submarinos da marinha americana. Era prevista a construção de 29 embarcações deste tipo em um período de dez anos. Contudo, o fim da guerra fria levou a severos cortes nos orçamentos militares, ocasionando em 1995, uma redução na frota planejada. Hoje em dia, apenas 3 submarinos desta classe sofisticada e cara estão em operação.

## Submarinos

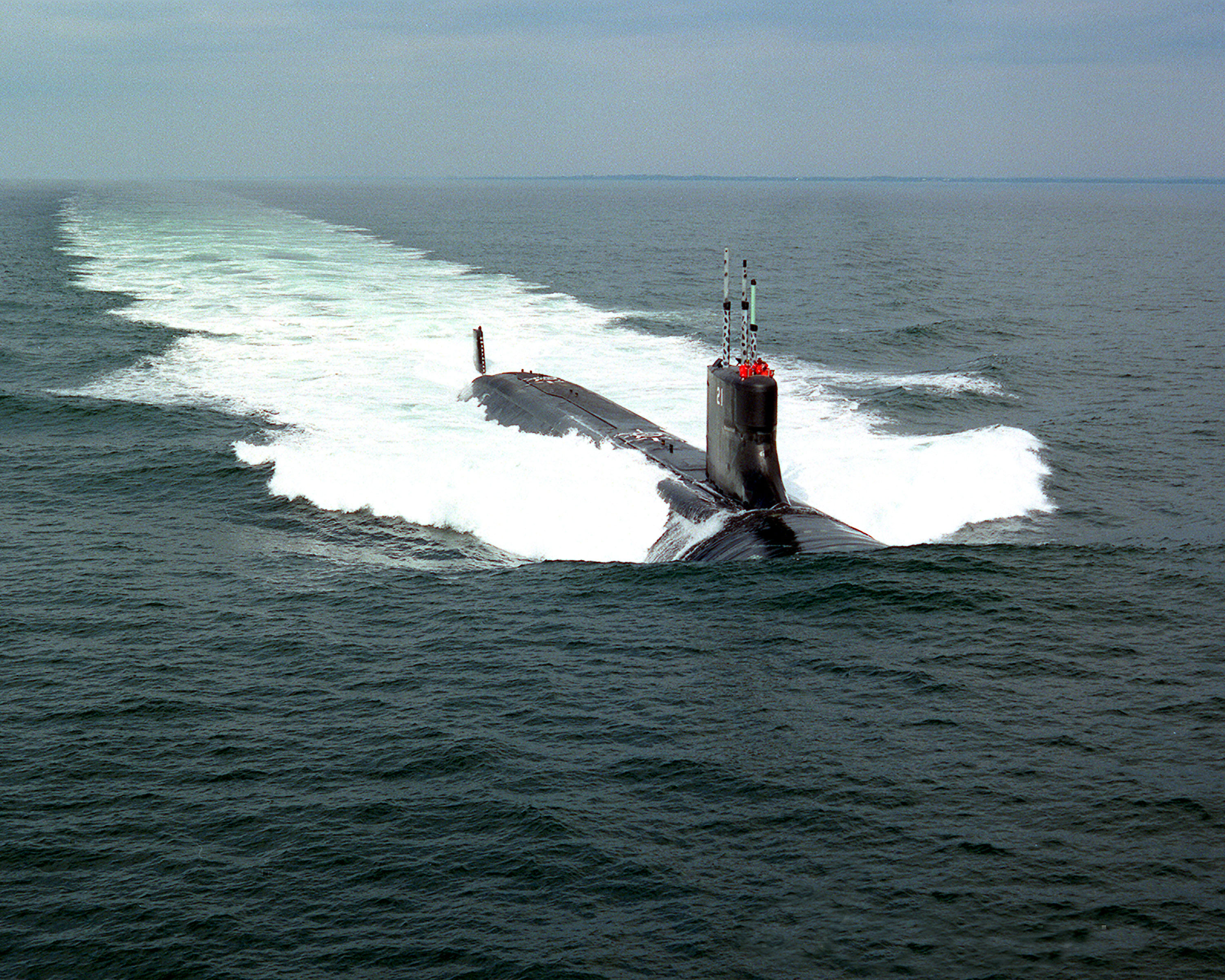
USS Seawolf
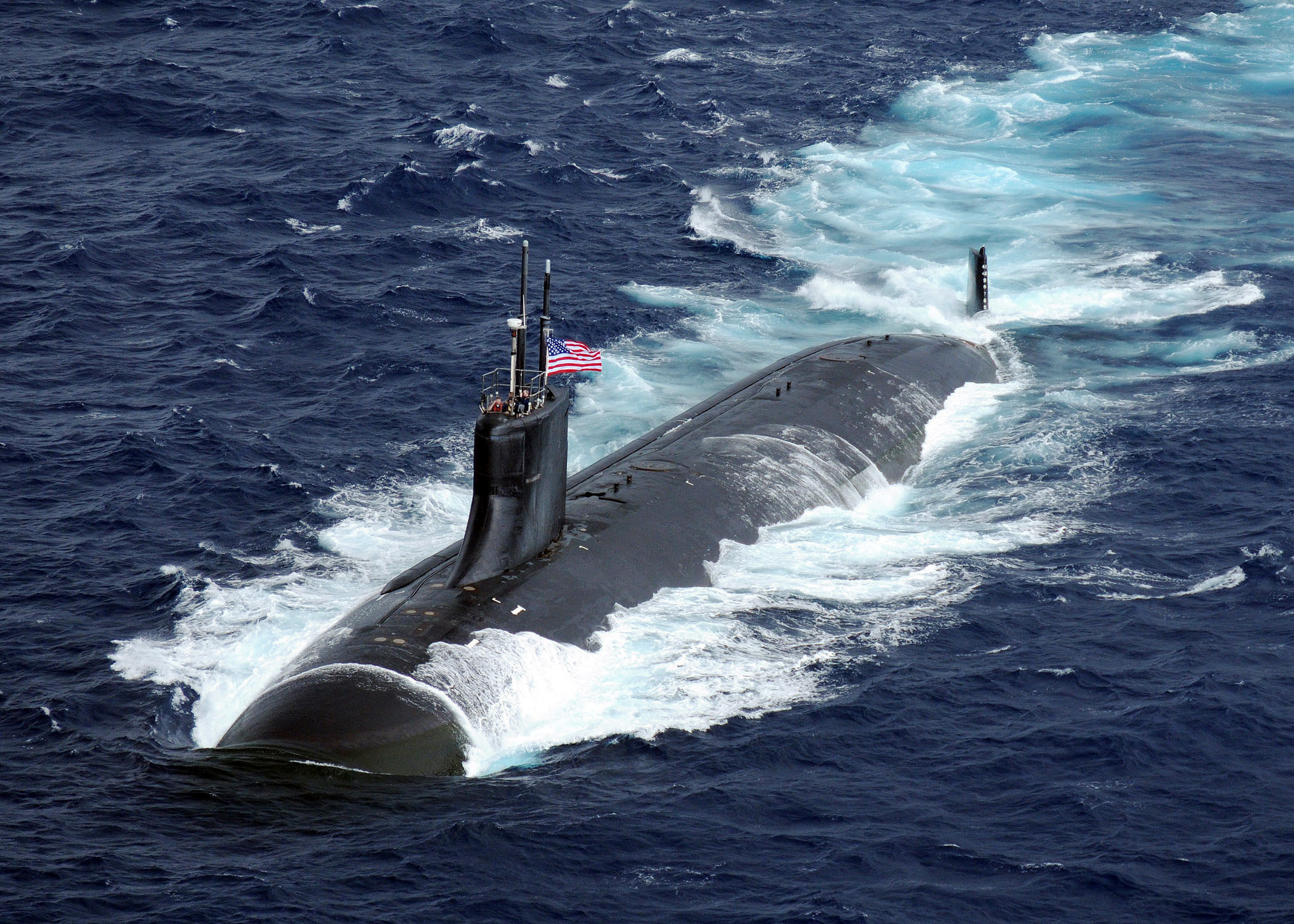
USS Connecticut
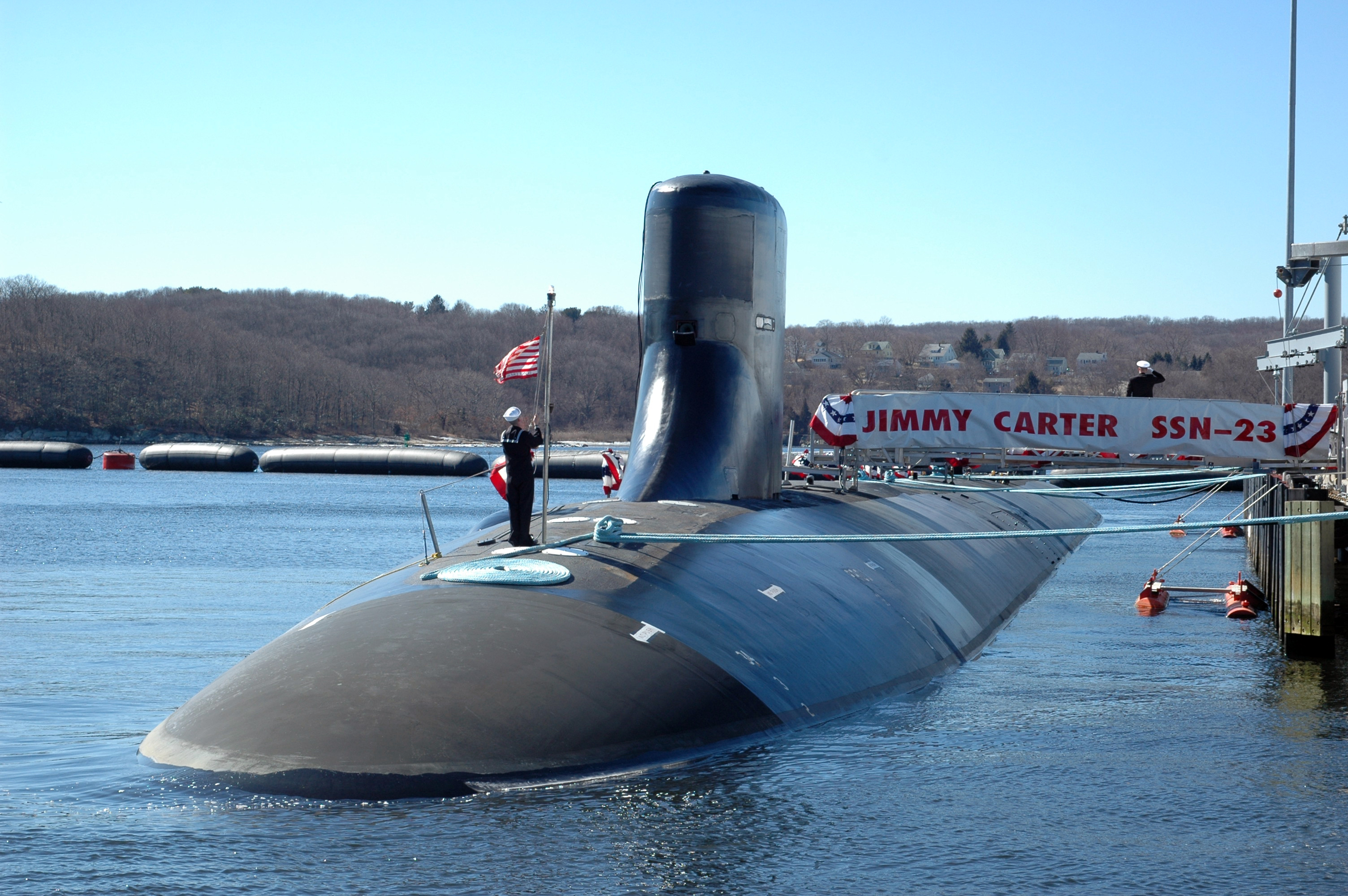
USS Jimmy Carter